# St. Lamberti (Gladbeck)

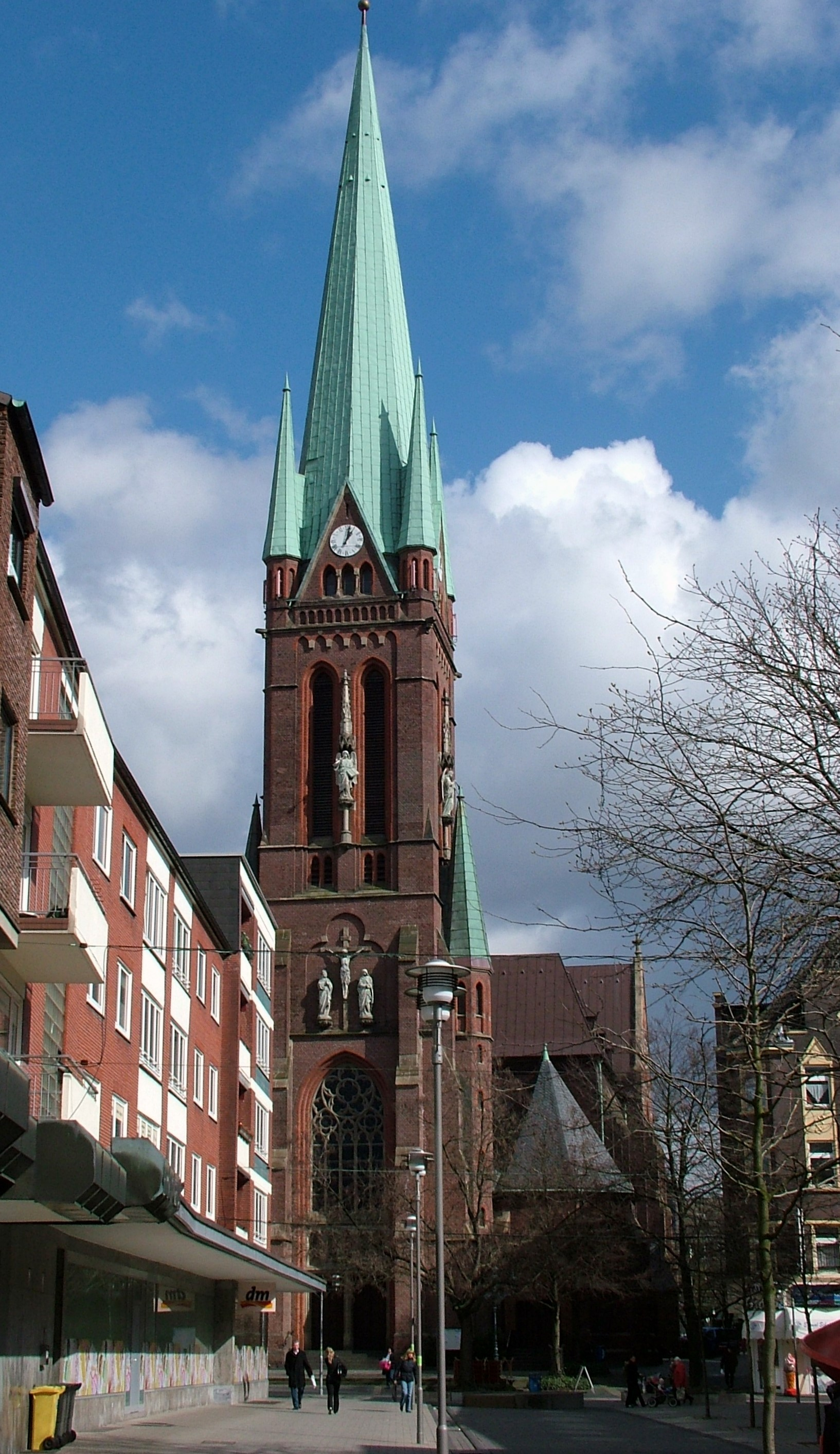
Pfarrkirche St. Lamberti, 2003

Die römisch-katholische Pfarrkirche St. Lamberti im westfälischen Gladbeck im Kreis Recklinghausen liegt in Nordrhein-Westfalen und ist ein denkmalgeschütztes Kirchengebäude im Bistum Essen. Sie wurde ursprünglich offenbar bei einer bäuerlichen Siedlung gegründet. Das Kircheninstitut steht seit dem 1. September 2007 im Rang und in der Dignität einer Propstei [Ecclesia praeposita], der ein Propst vorsteht. Der Groß-Pfarrei [seit 2009] unterstanden 2016 die Gemeinden Herz Jesu (6.289 Gläubige), St. Josef, St. Johannes, St. Lamberti, St. Marien und die kleinste Gemeinde (3.260 Gläubige) Heilig Kreuz. Es handelte sich um sechs Gemeinden mit acht Kirchenstandorten (darin die Kapelle im St.-Barbara-Hospital und die Kirche Christus-König in Schultendorf südwestlich Zweckel). Darin lebten am 30. Juni 2018 insgesamt 26.605 Gläubige. Das waren 34,1 Prozent der Stadtbevölkerung. Die zentrale Stadtgemeinde St. Lamberti zählte 6.379 Katholiken. Der sonntägliche Gottesdienstbesuch der Großpfarrei umfasste (2016) 10,5 Prozent der Gläubigen. Im Bistum Essen sind für alle 22 Pfarreien im Durchschnitt 8,49 Prozent gemeldet worden. 2020 vor der Corona-Krise zählte die Pfarrei 1.300 sonntägliche Besucher, während der Krisenzeit unter eingeschränkten Bedingungen etwa 400 Personen.
Das Patronat der Kirche bezieht sich auf den Märtyrer und Heiligen Lambertus (ca. 635 bis ca. 705), Bischof von Tongern-Maastricht (Niederlande). Er wird in der Literatur unter Bezug auf seine Grablege ab 718 auch Lambert von Lüttich genannt. Sein Nachfolger Hubert von Maastricht ließ ihn dorthin überführen. Lambert bekleidete sein Bischofsamt ab 670 mit einer Unterbrechung und Verbannung nach Kloster Stablo (Stavelot bei Lüttich) in politischen Wirren bis zu seinem Tod. Seine figürliche Darstellung in der St.-Lamberti-Kirche zu Gladbeck findet sich nach dem Eintritt durch den Mitteleingang der Westseite zur Betrachtung für den Besucher. Die für gewöhnlich verwandten Attribute des Heiligen, Mitra, Krummstab und Kirchenmodell sind historisch auch in Gladbeck nachweisbar. Eine Reliquie des Patrons ist im Hauptaltar der St.-Lamberti-Kirche in Gladbeck zusammen mit einer Reliquie der römischen Hl. Florencia eingemauert. Den Altar weihte der Bischof von Essen Dr. Franz Hengsbach (1987 zum Kardinal erhoben) am 23. Dezember 1972.
Weitere St.-Lambertus-Kirchen (Lambertuskirche) befinden sich unter anderem in Ahlen, Ascheberg, Castrop-Rauxel, Coesfeld, Dolberg, Düsseldorf-Altstadt, Essen-Rellinghausen, Hoetmar, Lippramsdorf, Maastricht, Münster, Ochtrup und Stromberg (Oelde). Der Heilige Lambertus wurde in der Lambertuskathedrale von Liège/Lüttich (Belgien) beigesetzt. Sein Mausoleum wurde 1794 zerstört. Der Festtag datiert auf den 18. September. Die Gemeinde in Gladbeck singt an diesem Tag ein besonderes Lied zu Ehren des Heiligen: Sankt Lambertus, hoch in Ehren, Unsrer Pfarre Schutzpatron. Das im Jahreskreis älteste, regelmäßig gefeierte Fest der Bevölkerung dieser Landgemeinde Gladbeck geht nach einer fränkisch verbreiteten Tradition im deutschen Sprachraum auf dieses Patronat zurück, so wie Patronatsfeste allerorten ebenso in den weiten Gegenden Deutschlands bis in den alemannischen und bajuwarischen Süden seit dem Mittelalter weit verbreitet waren. Das Privileg zum Lambertus-Markt vom 18. September 1403 weist auf nichts Anderes. Die Tradition dieser Feier in Gladbeck ist zweifellos noch weiter zurückliegend, als dies das Alter dieser Urkunde andeutet. Das Spätmittelalter ist die Epoche der Verschriftlichung breiter Volksgewohnheiten, die meist schon lange vorher gepflegt wurden. Eine manifeste Verehrung des Heiligen Lambertus wird nämlich in Westfalen und in den Niederlanden schon seit fränkischer Zeit beobachtet, wo die Anzahl historisch begründeter Patronate auffällt. Im Bistum Münster gilt der 18. September für den Heiligen Lambertus als nicht gebotener Festtag.

## Lage
Der Standort der Kirche befindet sich nach der Verwaltungseinteilung im westlichen Teil des Vestes Recklinghausen. Das Vest Recklinghausen bildete zugleich einen alten Gogerichts- und später einen kölnischen Amtsbezirk. Das Territorium unterstand dem Erzbischof von Köln als Landesherrn. Nach Westen grenzte das Gebiet abseits Kirchhellen und des Köllnischen Waldes an das Herzogtum Kleve. Im 14. Jahrhundert hatte Kleve vergeblich auf das kölnische Gladbeck ausgegriffen. Bis in das 19. Jahrhundert war der Gladbecker Raum agrarisch strukturiert. Teile der bäuerlichen Bevölkerung waren der St.-Lamberti-Kirche über die Wachszinspflicht zugetan. Die Katholische Kirche setzte im Siedlungsgebiet Gladbeck fast alle gesellschaftlichen Akzente. Ab dem ausgehenden 19. Jahrhundert wurde das Gladbecker Gebiet zusätzlich mit Zechenanlagen erschlossen. Die einwandernde Bevölkerung stammte oft aus Polen und integrierte sich über die Jahrzehnte in die katholische Gemeinde. Von der Landgemeinde gleich Pfarrsprengel zum Amt und zur Stadt Gladbeck: Die Position liegt auf der Grenze von Westfalen zum Rheinland (Oberhausen). Die Lage der Kirche am Bach Gladebeke, der nördlich des kirchlichen Langhauses nach Westen abfloss, gab der späteren Stadtgemeinde den Namen Gladbeck. Gladbeck liegt in der nordwestdeutschen Tiefebene, noch vorgelagert der bergischen und sauerländischen Gebirgsstufe. Es befindet sich in einer sehr begrenzten, kleinräumigen Zwischenzone zwischen dem münsterländischen Flachland und dem Tal der Rheinschiene. Die Flüsse Lippe und Emscher entwässern von Osten nach Westen. Das Klima ist gemäßigt, meist mit Westwind, gemäßigten Temperaturen und vermehrten Niederschlägen im Herbst. Die Topographie liegt auf einem Niveau zwischen 60 und 90 Metern über NN wie im Essener Hellweg-Gebiet. Die nächsten Straßen verbinden im Norden mit Dorsten an der Lippe, im Süden mit Essen südlich der Emscher, im Westen mit (Oberhausen-)Osterfeld und im Osten mit Herten und Recklinghausen. Die Böden haben eher unterdurchschnittliche Werte und können sich mit dem Essener Hellweg-Gebiet nicht messen.

## Geschichte
Nach den frühesten schriftlichen Hinweisen ((1020) [verfälscht], dazu Theod. Aed. um 1160, Papsturkunden von 1147 Juni 17, (…In Gladbech ecclesiam et curtem..), 1161 und 1207) gehörte die Gladbecker Kirche mit dem [später so genannten Abding]-Hof in Gladbeck-Zweckel und Zehntrechten auch im weiteren Verlauf von Mittelalter und früher Neuzeit zur Benediktiner-Abtei Deutz, heute Stadtgebiet von Köln. Wer die Kirche tatsächlich gegründet hat, ist völlig ungewiss und entzieht sich jeder Spekulation ebenso wie für viele andere Kirchen im späteren Vest Recklinghausen. Um 1240 ist erstmals die Pfarrei Gladbeck urkundlich bezeugt. Früheste Urkunden sind im Propsteiarchiv erhalten ab 1385, 1391 und 1411. Von Urkunden vor 1385 konnten Textinhalte gesichert werden. 1385 wird Pastor Goswin genannt. Das runde Siegel der Pfarrei [Bischof mit Stab und Märtyrerpalme] ist frühestens für den 8. November 1465 überliefert. Das Originalsiegel scheint verloren. Ein weiteres Siegel (spitz-oval) von 1529 mit Bischof, Kirche und Hirtenstab ist erhalten. Ein Pfarrer und meist zwei Vikare haben die Gemeinde St. Lamberti über viele hundert Jahre begleitet, bis sie im 20. Jahrhundert im bevölkerungsreichen Stadtausbau in neue Gemeinden geteilt wurde. Die Kirchengemeinde hatte gegen 1800 etwa 2.300 Seelen und 1897 etwa 10.000 Pfarreiangehörige. Gladbeck zählte vor seiner Stadtwerdung gegen 1900 etwa 11.000 Einwohner, die spätere Stadtgemeinde Gladbeck hatte 1974 etwa 83.000 Einwohner, und 2017 lebten hier etwa 77.000 Einwohner. Die Gladbecker Kirche St. Lamberti gehörte bis 1821 zum Erzbistum Köln, danach zum Bistum Münster und schließlich seit 1958 zum Bistum Essen. Als mittelalterliche Filialen [12. Jahrhundert] von St. Lamberti, Gladbeck, gelten St. Urbanus [Gelsenkirchen-Buer] und St. Hippolytus [Gelsenkirchen-Horst].

## Architektur
Zwei Vorgängerkirchen des heutigen Bauwerks sind bekannt, die an derselben Stelle standen. Die romanische, dreischiffige Hallenkirche des 13. Jahrhunderts stand bis 1797. Von diesem Gebäude sind keine Abbildungen oder Zeichnungen überliefert. Die Skizzen und Zeichnungen dieser Kirche von Pastor Theodor Enbergs (1833–1876) sind verschollen. Unter der Leitung von Kleinhans aus Mülheim wurde 1797 eine einschiffige, barocke Saalkirche mit vier Fensterachsen errichtet. Das Chorjoch war querrechteckig angesetzt, der Turm mit einer Zwiebelhaube bekrönt. Da mit der Industrialisierung Gladbecks die Bevölkerung stark anstieg, wurde diese Kirche bald zu klein.
Die Planung für den Neubau übernahm der Baumeister Bernhard Hertel, der ab 1903 Leiter der Kölner Dombauhütte war. Entwurf und Bauausführung erfolgten 1897–1899 in der Amtszeit von Pastor Franz Nonn (1886–1898). Das Gebäude aus rotem Backstein-Mauerwerk repräsentiert den im Historismus besonders beliebten Typus einer dreischiffigen, neugotischen Hallenkirche. Sie ist außen etwa 68 Meter lang und 29 Meter breit. Der Chor mit 5/8-Schluss, dazu polygonale Nebenchöre und ein Querhaus rundeten den Eindruck ab. Das Gebäude war ursprünglich vollständig ausgemalt und reich ausgestattet. Die Kirche wurde am 26. Oktober 1899 durch den Bischof von Münster Hermann Dingelstad geweiht. Die Kirche wurde im Zweiten Weltkrieg durch Luftangriffe am 27. September 1944 und am 24. März 1945 schwer beschädigt und unbenutzbar. Beim ersten Angriff durchschlug eine Fünf-Zentner-Bombe mit etwa 130 kg Trinitrotoluol das Norddach und explodierte zwischen dem zweiten und dem dritten Pfeiler. Beim zweiten Angriff 1945 fielen neun Bomben an der Nordseite der Kirche. Der Luftdruck hob die Gewölbe an, die anschließend beim Absturz das gesamte Inventar zerschlugen. Ein Wiederaufbau der Kirche fand von 1947 bis 1953 unter Pastor Ignaz Heiermann (1898–1970; Priesterweihe 1923, Pastor von 1947 bis 1969) statt. Die Vorbereitungen hatte noch sein Vorgänger Pastor Franz Effing (1872–1947; Priesterweihe 1897, Pastor und Definitor des Dekanats von 1919 bis 1947) besorgt. Er kaufte das Baumaterial, insbesondere das Holz, unter großen Schwierigkeiten in der sowjetischen Besatzungszone, organisierte 50.000 Ziegelsteine, die in der Kirche aufgestapelt wurden, und bestellte das Maßwerk für die Fenster. 1953 wurden vier neue Glocken geliefert und zur alten Marienglocke in den Turm gehängt.

## Innenraum der Kirche und Ausstattung
Der organisatorisch stets tatkräftig auftretende, nachgeborene Fabrikantensohn aus Bocholt, Pastor Rudolf ten Hompel (1925, Pastor von 1969 bis 1994 (Todesjahr)) beschloss 1972 mit seinem Kirchenvorstand, angesichts des II. Vatikanischen Konzils, den Innenraum der Kirche umfassend zu renovieren und den Erfordernissen der Liturgie anzupassen. Von Pfingsten bis zum 4. Advent 1972 fand der Gottesdienst in der Kapelle des St. Barbara Hospitals und in der evangelischen Christus-Kirche statt. Unter der Leitung des Architekten Bernd Kösters wurde nach den Vorgaben des II. Vatikanischen Konzils (1962–1965) der Innenraum umgestaltet. In dieser Zeit entstand erstmals ein Pfarrgemeinderat, der als Seelsorgerat ebenso über die neue Inneneinrichtung der Kirche beriet. Beherrschendes Element der Umgestaltung war Die Wand, eine aus seriell hergestellten plastischen Elementen aufgerichtete, nicht total zugemauerte Trennung zwischen Chor und Querhaus. Der damals darin eingelassene, kreisrunde Tabernakel war beidseitig sichtbar. Die Baumaßnahmen von 1972 wurden von Anfang an kontrovers diskutiert und später nach Beratschlagung und auf Wunsch vieler Gläubiger der Gemeinde unter Propst Karl Heinz Berger zum großen Teil zurückgenommen. Die Wand hatte sich nicht bewährt und wurde 1995 abgerissen. Propst Berger gab der heutigen Gestaltung des Innenraums der Kirche, sicher auch nach Ratschlag durch Fachleute und Gläubige, das aktuelle Gesicht. Unter seiner geistlichen Führung wurde St. Lamberti Propstei. Berger hat seiner Gemeinde spirituell und gestalterisch ein reichhaltiges Geschenk übergeben.
Der Innenraum der Kirche erhielt seine heutige Gestalt. Grundstein (1897), Kreuzweg-Stationen (1836), Tabernakel-Tresor (1899), Taufstein (Belgischer Granit, 1899), Pietà (1907), Altarkreuz (1972). Die Attraktion bildet dazu seit 2012 das Altarretabel von 1516. Es ist polychrom, 1,65 Meter hoch, 3,85 m breit und aus Eichenholz gefertigt, Figuren aus Lindenholz.
Die Kirchenfenster wurden von 1949 bis 2005 ersetzt. In der Kirche finden in jedem Jahr regional viel beachtete Orgelkonzerte nationaler und internationaler Künstler statt und dazu musikalisch aufwändig gestaltete Messen mit Chor, Solisten und Orchester.

## Orgel
Die Orgel wurde von der Orgelbaufirma Klais (Bonn) erbaut und am 11. Dezember 1960 geweiht. Das Instrument hat 36 Register auf drei Manualwerken und Pedal. Die Spieltraktur ist mechanisch, die Registertraktur ist elektrisch.
| I Hauptwerk C–g3 |                    |     |
| 01.              | Pommer             | 16’ |
| 02.              | Principal          | 08’ |
| 03.              | Rohrflöte          | 08’ |
| 04.              | Oktav              | 04’ |
| 05.              | Gemshorn           | 04’ |
| 06.              | Hohlpfeife         | 02’ |
| 07.              | Rauschpfeife III   |     |
| 08.              | Mixtur IV          |     |
| 09.              | Spanische Trompete | 08’ |

| II Schwellwerk C–g3 |                 |        |
| 10.                 | Grobgedackt     | 08’    |
| 11.                 | Salicional      | 08’    |
| 12.                 | Principal       | 04’    |
| 13.                 | Singend Gedackt | 04’    |
| 14.                 | Nasard          | 02 ⁄3’ |
| 15.                 | Schwegel        | 02’    |
| 16.                 | Scharff IV      |        |
| 17.                 | Dulcian         | 16’    |
| 18.                 | Schalmei Oboe   | 08’    |
|                     | Tremulant       |        |

| III Rückpositiv C–g3 |                  |        |
| 19.                  | Quintatön        | 8’     |
| 20.                  | Lieblich Gedackt | 8’     |
| 21.                  | Venezianerflöte  | 4’     |
| 22.                  | Principal        | 2’     |
| 23.                  | Sifflöte         | 1 ⁄3’  |
| 24.                  | Terz             | 1 3⁄5’ |
| 25.                  | Oktävchen        | 1’     |
| 26.                  | Cymbel III       |        |
| 27.                  | Musette          | 8’     |
|                      | Tremulant        |        |

| Pedalwerk C–f1 |              |     |
| 28.            | Principal    | 16’ |
| 29.            | Subbass      | 16’ |
| 30.            | Oktav        | 08’ |
| 31.            | Rohrgedackt  | 08’ |
| 32.            | Choralbass   | 04’ |
| 33.            | Nachthorn    | 02’ |
| 34.            | Hintersatz V |     |
| 35.            | Posaune      | 16’ |
| 36.            | Zink         | 04’ |

- Koppeln: II/I, III/I, III/II, I/P, II/P, III/P

## Glocken
Die Lambertus-Glocke (1953) ist nach dem Patron der Pfarrei benannt, Ton h°, 3,067 Tonnen, Durchmesser, 1,70 m. Die Marien-Glocke (1535) mit dem Ton d', 1,750 Tonnen, Durchmesser 1,36 m. Die Gemeinde hat einen besonderen Bezug über die Vikarie BMV zur Jungfrau Maria, der bis in das hohe Mittelalter reicht. Die Marienglocke widmet ihr Geläut dem Ruf der Verstorbenen zu den Sitzen des Himmels.
Die Ignatius-Glocke (1953), benannt nach dem heiligen Ordensgründer Ignatius von Loyola, nahm offenbar in der Namengebung zugleich Bezug zu Pastor Ignaz Heiermann, Ton e', Gewicht 1,2 Tonnen, Durchmesser 1,24 m. Die Cäcilien-Glocke (1953) nach der Heiligen Cäcilia, der Patronin der Kirchenmusik und des Gesangs, Ton fis', Gewicht 810 Kilogramm und Durchmesser 1,10 m. Die Gabriel-Glocke (1953), nach dem Erzengel Gabriel, der Maria die Botschaft brachte, dass sie empfangen wird den Erlöser, verstärkt den Bezug zur Jungfrau Maria. Ton g', Gewicht 688 kg, Durchmesser 1,03 m. Die Glocken von 1953 tragen jeweils eine Gebetsanrufung und einen Spruch aus dem Tedeum. Die damals neuen Glocken stammten von der Glockengießerei Petit & Edelbrock in Gescher/Westfalen.